# Аржанцев, Павел Захарович
Павел Захарович Аржанцев (27 декабря 1917, Свиридовка — 7 сентября 2011, Москва) — советский и российский челюстно-лицевой хирург, военный врач, участник Великой Отечественной войны, заместитель главного стоматолога Министерства обороны СССР (1962—1987), доктор медицинских наук, полковник медицинской службы (1962), лауреат Государственной премии СССР (1981), заслуженный врач РСФСР.

## Биография
Родился в селе Свиридовка Лохвицкого уезда Полтавской губернии в семье крестьян.
Трудовую деятельность начал в 17 лет. С 1936 года работал токарем на заводе «Дормашина» в городе Николаев, затем техником-конструктором КБ того же завода. В 1938 году был призван на военную службу. В 1939 году окончил окружную школу санитарных инструкторов Белорусского особого военного округа (Смоленск). В 1939 году командирован на учёбу в Киевское военно-медицинское училище (КВМУ), по окончании которого в апреле 1941 года назначен в то же училище курсовым командиром.
В годы Великой Отечественной войны добровольно (по рапорту) был направлен на фронт. Командовал взводом санитарных инструкторов 10-й гвардейской воздушно-десантной дивизии, действовавшей в составе 2-го и 3-го Украинских фронтов. В 1944 году при освобождении города Кривой Рог был тяжело ранен. После лечения признан ограниченно годным второй степени и направлен в Киевское военно-медицинское училище на должность курсового офицера.
В 1945 году поступил в Киевский государственный стоматологический институт, сочетая учёбу со службой в армии. В 1949 году после окончания института работал в должности стоматолога 7-й воздушно-десантной дивизии (Каунас). В 1954 году зачислен слушателем 2-го факультета Военно-медицинской академии имени С. М. Кирова по циклу «челюстно-лицевая хирургия и стоматология». После окончания учёбы в академии в 1956 году назначен начальником стоматологического отделения 367-го окружного военного госпиталя Закавказского военного округа (Тбилиси).
В 1962—1987 годах возглавлял отделение челюстно-лицевой хирургии и стоматологии Главного военного клинического госпиталя имени Н. Н. Бурденко, являясь заместителем главного стоматолога Министерства обороны СССР.
Внёс большой вклад в развитие военной стоматологии, будучи одним из организаторов системы специализированной помощи в Вооружённых силах СССР. Обобщению работы стоматологических отделений крупных военных госпиталей и определению путей развития специализированной помощи в Советской армии и на Военно-Морском флоте посвящена его докторская диссертация (1975).
Под руководством и при активном участии в ГВКГ имени Н. Н. Бурденко проводилось лечение больных с огнестрельными ранениями, ожогами, онкологическими и воспалительными заболеваниями, травмами, посттравматическими и врожденными деформациями челюстно-лицевой области.

Могила П. З. Аржанцева на Ясеневском кладбище Москвы

Им выполнено более 4000 сложных оперативных вмешательств, предложены оригинальные способы костно-реконструктивных операций и пластики мягкими тканями при устранении деформаций и дефектов челюстно-лицевой области разной этиологии.
За большой вклад в развитие челюстно-лицевой восстановительной хирургии в 1981 году удостоен Государственной премии СССР.
В 1988—1994 годах работал в отделении челюстно-лицевой хирургии Московского областного научно-исследовательского клинического института имени М. Ф. Владимирского.
Автор и соавтор более 230 научных трудов, в том числе 12 руководств, учебников, монографий и брошюр. Им получены авторские свидетельства СССР на 11 изобретений.
Избирался членом президиума совета научных медицинских обществ Минздрава СССР, правления Всесоюзного медицинского научного общества стоматологов, председателем секции военных стоматологов Московского научного медицинского общества стоматологов, членом проблемной комиссии научного совета по стоматологии АМН СССР. Входил в состав Государственной комиссии по подготовке экипажей космических кораблей, комиссии Комитета по новой медицинской технике МЗ СССР.
Умер 7 сентября 2011 года. Похоронен на Ясеневском кладбище в Москве.

## Награды
- Орден Отечественной войны I степени;
- Орден Отечественной войны II степени;
- Дважды орден Красной Звезды;
- Орден «За службу Родине в Вооружённых Силах СССР» III степени;
- 19 медалей СССР и РФ, в том числе:
  - Дважды медаль «За боевые заслуги»;
  - Медаль «За победу над Германией в Великой Отечественной войне  1941—1945 гг.»[6];
  - Медаль «Ветеран Вооружённых Сил СССР».
- Государственная премия СССР;
- Заслуженный врач РСФСР;
- Нагрудный знак «Изобретатель СССР»;
- Знак «Отличник РККА»;
- 10 медалей иностранных государств.

## Избранная библиография
- Аржанцев П. З. Хирург-стоматолог устраняет дефекты лица. — М.: Знание, 1973. — 96 с.
- Кабаков Б. Д., Лукьяненко В. И., Аржанцев П. З. Краткий курс военной стоматологии: Учебник. — Л.: Медицина, 1973. — 214 с.
- Аржанцев П. З., Иващенко Г. М., Лурье Т. М. Лечение травм лица: Монография. — М.: Знание, 1975. — 304 с.
- Аржанцев П. З., Брюсов П. Г. Ткань жизни. — М.: Знание, 1977. — 96 с.
- Аржанцев П. З. Дефекты лица и их устранение. — М.: Знание, 1980. — 96 с.
- Аржанцев П. З., Ависов П. Б. К чему приводят заболевания органов полости рта. — М.: Знание, 1984. — 96 с.
- Александров Н. М., Аржанцев П. З. Травмы челюстно-лицевой области: Руководство. — М.: Медицина, 1986. — 448 с.
- Аржанцев П. З. Воспоминания военного челюстно-лицевого хирурга. — М.: ГВКГ им. Н. Н. Бурденко, 2009. — 247 с.